# Canon de Pachelbel
Canon per tre Violini e Basso
Le Canon de Pachelbel ou Canon en ré ou Canon per tre Violini e Basso (titre original) ou Canon et Gigue en ré majeur pour trois violons, avec basse continue [en forme de basse obstinée], de Johann Pachelbel (Kanon und Gigue für 3 Violinen mit Generalbaß, en allemand) (PWC 37, T. 337, PC 358) fait partie d'une pièce de musique de chambre baroque, composée vers 1680 en deux mouvements : un canon et une gigue, pour trois violons et basse continue, par le compositeur allemand Johann Pachelbel (1653-1706).
Il est une de ses compositions les plus célèbres, d'origine inconnue, traditionnellement jouée pour l'accompagnement de marche nuptiale de mariage (peut-être jouée pour le mariage du 23 octobre 1694, de son élève Johann Christoph Bach III, frère aîné de Jean-Sébastien Bach, avec Johanna vom Hofe).

## Histoire

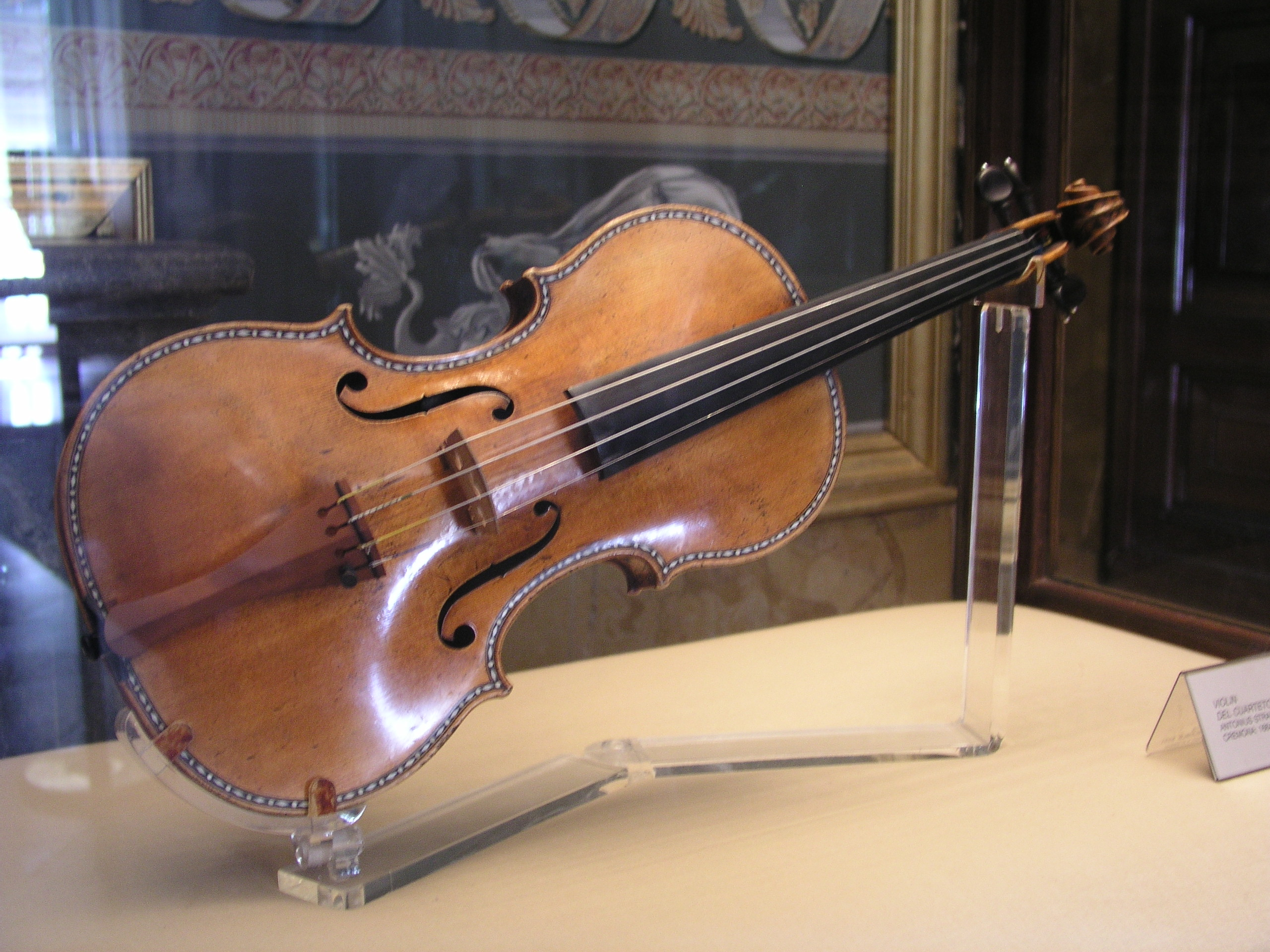
Violon Stradivarius de 1687 (collection du palais royal de Madrid)

L'œuvre est à quatre temps. Les interprètes lui donnent aussi bien un caractère assez léger et assez vif, qu'un caractère solennel et majestueux. Lorsqu'elle est jouée lentement (autour de 68 à la noire), sa durée est d'un peu moins de quatre minutes. Ce canon est à l'origine suivi d'une gigue à 12/8, très intéressante également, mais plus rarement jouée, le caractère de cette danse (bien que rapide et enjoué) étant nettement différent.

L'œuvre, qui n'est rien d'autre qu'une série de « variations, en canon » (sur une basse obstinée), « représente » « un témoignage tardif de l'art [populaire] des ménétriers » (les Stadtpfeifer, littéralement « musiciens de ville » jouant sur instruments à vent de plein-air, mais aussi musiciens populaires jouant de divers instruments, à cordes et autres). C'est le développement de ces variations qui amène l'idée d'amplification : la vivacité peut s'élargir ou devenir flamboyante.
Le style instrumental est aussi à rapprocher des contredanses anglaises de John Playford, parues de 1651 à 1726 dans The English Dancing Master.
Très populaire, ce morceau a été vulgarisé et arrangé pour les instruments les plus divers et dans les styles les plus variés, oubliant souvent sa forme de canon et son écriture polyphonique. Il est généralement présent dans les recueils actuels de pièces musicales de la période baroque, avec l’« Aria » de Bach ou l'Adagio dit d'Albinoni (adagio en sol mineur composé en réalité par Remo Giazotto en 1945 à partir d'un fragment de manuscrit calciné retrouvé dans la bibliothèque, bombardée, de Dresde).

## Structure
L'œuvre est établie sur deux éléments d'aspect opposé :
- la basse continue (formée le plus souvent d'un violoncelle et d'un clavecin) présente un motif de basse obstinée (un ostinato) immuable jouant 28 fois les deux mêmes mesures d'accompagnement, très simples[9] ;
- un thème de quatre mesures, en deux parties [(a) et (b)] superposables, et ses 12 couplets[10], joués successivement par les trois violons en décalage de deux mesures, c'est-à-dire en canon à trois voix[11].

### Continuo
À la basse, huit noires formant deux mesures sont jouées d'abord seules, puis répétées 27 fois sous le canon, une dernière mesure étant ajoutée pour la cadence parfaite finale. Les trois quartes descendantes en cadences (ré - la, si - fa#, sol - ré), suivies de la seconde ascendante (sol - la), forment une cellule dont la consécution avec le cinquième degré en fin (la, dominante) suivi du premier degré au début (ré, tonique), entraîne une cadence parfaite, fondu-enchaîné perpétuel donnant l'impression d'un immobilisme inexorable, d'une temporisation très… obstinée. Cette ligne de basse est à la fois :
- basse continue, elle utilise pour se réaliser plusieurs instruments graves (violoncelle, viole de gambe… ), pouvant être doublés à l'octave inférieure (contrebasse, basse de viole … ) et plusieurs instruments harmoniques (clavecin, orgue, théorbe, luth, guitare baroque …) qui complètent l'harmonie ;
- basse obstinée, répétition de la même formule mélodique et harmonique de manière obstinément répétée ;
- basse chiffrée, le chiffrage indiquant la manière de réaliser les accords est ici sous-entendu (précisément il n'y aurait que des accords de quinte fondamentaux chiffrés 5, mais le plus souvent non écrits) ;
- basse fondamentale, toutes ses notes sont les basses des accords fondamentaux ;
- parfois basse d'Alberti, la réalisation de l'accompagnement étant souvent un motif répété de notes arpégées de même valeur. Il faut toutefois préciser que la basse d'Alberti, qui est née et qui s'est répandue au XVIIIe siècle, n'est donc pas contemporaine de Pachelbel, musicien du XVIIe siècle.

Harmoniquement, c'est une suite d'accords de trois sons regroupés par deux, la fondamentale étant toujours à la basse : ré majeur (accord de tonique) ; la majeur (accord de dominante) ; si mineur (accord du VIe degré) ; fa# mineur (accord du IIIe degré) ; sol majeur (accord du IVe degré) ; ré majeur (accord du Ier degré) ; sol majeur (accord de sous-dominante), la majeur (accord de dominante).
Souvent les clavecinistes réalisent leur basse en arpégeant cette suite d'accord (voir basse d'Alberti) et, par imitation, dans les arrangements pour cordes sans instrument polyphonique, ce sont les altos, absents de la partition originale, qui égrainent ces harmonies en pizzicati.

### Thème et douze variations en canon
Le thème se divise en un antécédent (a) et un conséquent à la tierce inférieure (b) qui sont parallèles (sauf la dernière note) et harmoniquement superposables. Ces deux lignes mélodiques très pures commencent par six noires conjointes descendantes suivies de deux ascendantes pour la première, et d'une seconde ascendante et d'une tierce descendante pour la deuxième : difficile de faire plus sobre d'où cette impression de plénitude.
Canon à trois voix polyphoniques, les violons ont donc exactement la même partition décalée de deux mesures, excepté dans la coda finale. Douze couplets (ou doubles ou variations) de quatre mesures suivent le thème, s'enchaînant et s'enchevêtrant en suivant les règles complexes et raffinées de l'harmonie, de l'imitation, des augmentations et diminutions, du contrepoint et de l'ornementation de l'époque baroque.
Les douze couplets peuvent se regrouper rythmiquement :
- en noires et croches (3e, 9e & 11e) ;
- en croches (1er, 5e & 12e) ;
- en doubles-croches (2e, 6e, 7e & 10e) ;
- en doubles et triples-croches (4e & 8e).

Pour la variation finale, plutôt que d'arrêter les voix une à une, Pachelbel a choisi de finir avec tous les instruments, la deuxième voix étant complète, ajoutant une coda à la première voix et tronquant de moitié la dernière phrase de la troisième.

## Adaptations musicales
La progression harmonique (I - V, VI - III, IV - I, IV - V) très structurale, la ligne thématique très pure en deux parties superposables, les effets dynamiques des variations mélodiques et rythmiques ont été réutilisés ou ont influencé l'écriture de nombreuses autres compositions. Parfois, des adaptations lui ressemblant ne serait-ce que vaguement, par leur tempo ou leur caractère, sont assimilées à cette œuvre.

### Dans la musique classique
Un exemple frappant est celui de l'Andante du Concerto pour orgue (Op.7 N.5 HWV 310) de Haendel, qui présente la même basse obstinée. Nous sommes cependant en si bémol majeur.
Mozart a utilisé cette progression harmonique dans un passage de La Flûte enchantée (1791), au moment où les trois jeunes garçons apparaissent pour la première fois. Il pourrait s'être inspiré de la séquence qu'Haydn utilisa dans le menuet de son quatuor à cordes op. 50 nº 2, composé en 1785. Cependant, les passages d'Haydn et de Mozart ne concordent pas exactement avec celui de Pachelbel : ils divergent en effet tous deux sur les deux dernières mesures. En réalité, Mozart ne connaissait sans doute pas ce canon.

### Dans la culture populaire
La popularité du Canon de Pachelbel a connu un élargissement soudain et considérable avec la parution en juillet 1969 d’un album enregistré par l’orchestre de chambre Jean-François Paillard chez Erato. Cette version, au tempo assez lent, comportait une audacieuse réalisation (quasiment un arrangement) avec des arpèges exécutés en pizzicato par certains pupitres de cordes en plus des parties d’origine. Cette sonorité moderne et cette interprétation (déjà connues quelques années plus tôt, par ce même orchestre) ont grandement contribué à son succès mondial, exceptionnel à l’époque pour une production de musique ancienne. Vers 1970, l'œuvre de musique baroque devient un objet culturel universel, décliné en d'innombrables versions, utilisant soit les partitions et instruments originaux, soit des arrangements et des styles très divers.
Dans la musique populaire, les Beatles utilisent exactement la même progression harmonique et le même ostinato de deux mesures, dans le couplet de I want to hold your hand, en 1963. Dans Rain and tears, chanté en 1968 par Aphrodite's Child, Vangelis utilise cette œuvre également, qu'on retrouve aussi dans le Go West des Village People, en 1979 et, de manière encore plus évidente, dans sa célèbre reprise par les Pet Shop Boys en 1993. On peut également noter la chanson Basket Case du groupe Green Day, en 1994, ainsi que dans All Together Now (en) de The Farm en 1991. En 1996, c'est dans Don't Look Back in Anger du groupe Oasis que l'on retrouve la mélodie. Enfin, la chanson Memories, produite en 2019 par le groupe Maroon 5, est basée sur la séquence harmonique et la mélodie du Canon de Pachelbel.
En variété française, l'enchaînement harmonique du canon est utilisé notamment en 1969 dans Pardon de Claude François, en 1973 dans La Maladie d'amour de Michel Sardou, dans Tout pour ma chérie de Michel Polnareff, en 1997 dans Je me souviens de Ménélik, la même année dans le morceau C U When U Get There de Coolio et plus récemment Feuille d'Automne d'Indila et La petite marchande de porte-clefs d'Orelsan.
Il est échantillonné en 2023 par Christine and the Queens pour le morceau Full of Life.
JerryC, compositeur taïwanais de métal, en propose une version rock (Canon Rock).

### Au cinéma (musique de film)
- 1980 : Enquête sur une passion, de Nicolas Roeg
- 2004 : 30 ans sinon rien, de Gary Winick
- 2009 : La Proposition, d'Anne Fletcher, avec Sandra Bullock
- 2011 : The Lady, de Luc Besson
- 2014 : Sils Maria, d'Olivier Assayas
- 2015 : L'Odyssée de l'empathie (documentaire)
- 2020 : #Jesuislà, d'Éric Lartigau

## Discographie
- Musicalische Ergötzung, Canon et gigue - London Baroque - Harmonia Mundi 2004 (OCLC 221852339)